# Mohamed Benalilou
 (juin 2024).
 (juin 2024).
Si vous disposez d'ouvrages ou d'articles de référence ou si vous connaissez des sites web de qualité traitant du thème abordé ici, merci de compléter l'article en donnant les références utiles à sa vérifiabilité et en les liant à la section « Notes et références ».
 (juin 2024).
La mise en forme du texte ne suit pas les recommandations de Wikipédia : il faut le « wikifier ».
Les points d'amélioration suivants sont les cas les plus fréquents :
- Les titres sont pré-formatés par le logiciel. Ils ne sont ni en capitales, ni en gras.
- Le texte ne doit pas être écrit en capitales (les noms de famille non plus), ni en gras, ni en italique, ni en « petit »…
- Le gras n'est utilisé que pour surligner le titre de l'article dans l'introduction, une seule fois.
- L'italique est rarement utilisé : mots en langue étrangère, titres d'œuvres, noms de bateaux, etc.
- Les citations ne sont pas en italique mais en corps de texte normal. Elles sont entourées par des guillemets français : « et ».
- Les listes à puces sont à éviter, des paragraphes rédigés étant largement préférés. Les tableaux sont à réserver à la présentation de données structurées (résultats, etc.).
- Les appels de note de bas de page (petits chiffres en exposant, introduits par l'outil «  Source ») sont à placer entre la fin de phrase et le point final[comme ça].
- Les liens internes (vers d'autres articles de Wikipédia) sont à choisir avec parcimonie. Créez des liens vers des articles approfondissant le sujet. Les termes génériques sans rapport avec le sujet sont à éviter, ainsi que les répétitions de liens vers un même terme.
- Les liens externes sont à placer uniquement dans une section « Liens externes », à la fin de l'article. Ces liens sont à choisir avec parcimonie suivant les règles définies. Si un lien sert de source à l'article, son insertion dans le texte est à faire par les notes de bas de page.
- La présentation des références doit suivre les conventions bibliographiques. Il est recommandé d'utiliser les modèles {{Ouvrage}}, {{Chapitre}}, {{Article}}, {{Lien web}} et/ou {{Bibliographie}}. Le mode d'édition visuel peut mettre en forme automatiquement les références.
- Insérer une infobox (cadre d'informations à droite) n'est pas obligatoire pour parachever la mise en page.

Pour une aide détaillée, merci de consulter Aide:Wikification.
Si vous pensez que ces points ont été résolus, vous pouvez retirer ce bandeau et améliorer la mise en forme d'un autre article.
Mohamed Benalilou (en arabe : محمد بنعليلو), né le 2 février 1975 à Ouazzane au Maroc, est un haut fonctionnaire marocain. Il est marié et père de deux enfants. Depuis le 13 décembre 2018, Il est médiateur du Royaume,,.
En parallèle, Mohamed Benalilou exerce plusieurs fonctions à l’échelle nationale et internationale, occupant les postes de premier vice-président de l'Institut international de l'Ombudsman (IOI) et de l'Association des Ombudsmans et des Médiateurs de la Francophonie (AOMF), membre du bureau exécutif de l'Association des Ombudsmans des pays membres de l'Organisation de la coopération islamique (OCI), membre du Conseil Supérieur du Pouvoir Judiciaire (CSPJ) et membre du Conseil Economique, Social et Environnemental (CESE),,,,,.

## Formation
Mohamed Benalilou a un parcours académique en droit et une formation juridique et judiciaire. Magistrat et titulaire d’un master en droit.

## Carrière
Mohamed Benalilou est titulaire d'un master en droit et a une formation juridique et judiciaire, il commence sa carrière en tant que magistrat de la Cour de Première Instance de Tanger. Par la suite, il occupe divers postes judiciaires et administratifs, notamment conseiller à la Cour de Cassation, magistrat du Tribunal Administratif à Rabat, et juge d’instruction de la Cour Spéciale de Justice à Rabat. Il a également  été chef du Pôle des affaires administratives et de la formation au Conseil Supérieur du Pouvoir Judiciaire.
Benalilou a ensuite été directeur des Ressources Humaines au sein du Ministère de la Justice, directeur des études, de la coopération et de la modernisation au sein du Ministère de la Justice et des Libertés, et chef du cabinet du Ministre de la Justice et des Libertés. Il a également été conseiller du Ministre de la Justice chargé de la politique pénale, chef de la Division des affaires pénales spéciales au sein du Ministère de la Justice, et chef du service d’exécution des décisions judiciaires en matière pénale au sein du Ministère de la Justice.
Il est membre de la Commission nationale du recours fiscal et de l’Unité de Traitement du Renseignement Financier (UTRF),,,,,.

### Missions Consultatives
Mohamed Benalilou contribue à diverses missions consultatives, notamment en tant que membre de la Haute Instance du Dialogue National sur la Réforme Profonde et Globale du Système de la Justice, membre du Comité Consultatif National du projet de modernisation des ministères publics des pays arabes dans le cadre du PNUD, et membre du groupe des experts gouvernementaux pour l’examen de la mise en œuvre de la Convention des Nations Unies contre la Corruption (CNUCC). Il est également membre fondateur du Réseau arabe de lutte contre la corruption et de la promotion de l’intégrité et de la transparence, et coordinateur de l’Autorité centrale marocaine chargée de la réception des demandes d’entraide juridique, de l’exécution de celles-ci ou de leur transfert aux autorités compétentes selon l’alinéa 13 de l’article 46 de la Convention des Nations Unies contre la corruption,,,.

### Missions d'Enseignement
En parallèle de sa carrière administrative, Mohamed Benalilou enseigne le droit pénal et de procédure pénale à l’Institut Supérieur de la Magistrature, Il est également professeur vacataire à l’Institut Royal de l’Administration Territoriale et à la Faculté des sciences juridiques, économiques et sociales, Souissi-Rabat.

### Attestations professionnelles
Mohamed Benalilou obtient plusieurs attestations professionnelles, dont une attestation de formation sur la "protection contre le crime et la justice pénale" délivrée par l’Agence Coréenne de la Coopération Internationale (KOICA), une attestation de formation des formateurs en matière de "lois de finances" délivrée par l’École nationale des magistrats à Paris, une attestation de formation des formateurs en matière de "lutte contre le bioterrorisme" délivrée par l’INTERPOL à Abu Dhabi, une attestation de formation des formateurs en matière de "recherche et investigation des nouvelles formes de crimes" délivrée par l’Institut national des études sociales et pénales au Caire, et une attestation d’accomplissement des exigences relatives à la lutte contre le blanchiment des capitaux et du financement du terrorisme, délivrée par la FDIC.

## Activités Internationales et Publications
Mohamed Benalilou participe à plusieurs conférences internationales et publie divers ouvrages et articles,,,,,.

## Distinctions
Mohamed Benalilou est récipiendaire du Wissam Al-Moukafaa Al-Watania (Ordre du mérite national de Grand Officier).